# Zentralamt für kirchliche Statistik
Das Zentralamt für kirchliche Statistik ist eine Verwaltungsbehörde innerhalb der Römischen Kurie.
Gemäß der Apostolischen Konstitution Pastor Bonus untersteht diese besondere Einrichtung dem Staatssekretariat, dessen Leiter der Kardinalstaatssekretär ist. Das Zentralamt für kirchliche Statistiken gehört zur Ersten Sektion des Staatssekretariats „Allgemeine Angelegenheiten“. Die Aufgabenstellung legt fest: „Mit Hilfe des Zentralamts für kirchliche Statistik sammelt, koordiniert und veröffentlicht sie alle Daten, die nach den statistischen Regeln erarbeitet worden sind, welche sich auf das Leben der Universalkirche auf der ganzen Welt beziehen…“ Das Zentralamt ist im großen Maße an der Mit- und Zuarbeit, sowie an der Erstellung des Annuario Pontificio beteiligt.
Das Amt wurde 1967 gegründet. Das Dienstgebäude ist der Apostolische Palast.

## Direktoren
- Francesco Norese (1971–1974)
- Pietro Silvi (1975–1996)
- Vittorio Formenti, seit 1996